# Paratomapoderus nigricornis
Paratomapoderus nigricornis is een keversoort uit de familie bladrolkevers (Attelabidae). De wetenschappelijke naam van de soort werd in 1899 gepubliceerd door Faust.